# Pietracupa
Pietracupa è un comune italiano di 188 abitanti della provincia di Campobasso in Molise.

## Origini del nome
L'etimologia del nome è un composto di pietra, poiché costruito su un'enorme formazione calcarea, la "Morgia", e dell'aggettivo cupa, che in latino vuol dire "botte", in riferimento ai numerosi insediamenti rupestri ancora visibili in essa.

## Storia
Il centro è sorto nel periodo alto-medievale (il nome latino lo attesterebbe), probabilmente come insediamento monastico ed è stato dominio feudale di molte famiglie, tra cui le più importanti furono quelle dei De Molisio, dei De Regina, degli Eboli di Castropignano, e dei Francone che tennero Pietracupa dal 1676 al 1810, anno in cui finì il rapporto feudale. I Francone avevano ottenuto nel 1704 il titolo di Principi di Pietracupa che passò ai loro eredi Caracciolo di Torchiarolo. Nell'agro pietracupese sorsero successivamente due abbazie, la prima intitolata a San Pietro in Formoso, probabilmente distrutta dal terremoto del 9 settembre 1349, e la seconda di Sant'Alessandro, non più attiva dopo il terremoto del dicembre 1456. Nel 1360, su commissione del feudatario Roberto di Pietracupa, fu costruita in stile gotico la chiesa di San Gregorio, opera del Magister Riccardo di Siomone, come attesta l'epigrafe latina di una porta retrostante l'edificio, ricostruito poi nel 1560, ad un secolo dal terremoto di Santa Barbara, per volere dei signori De Regina.

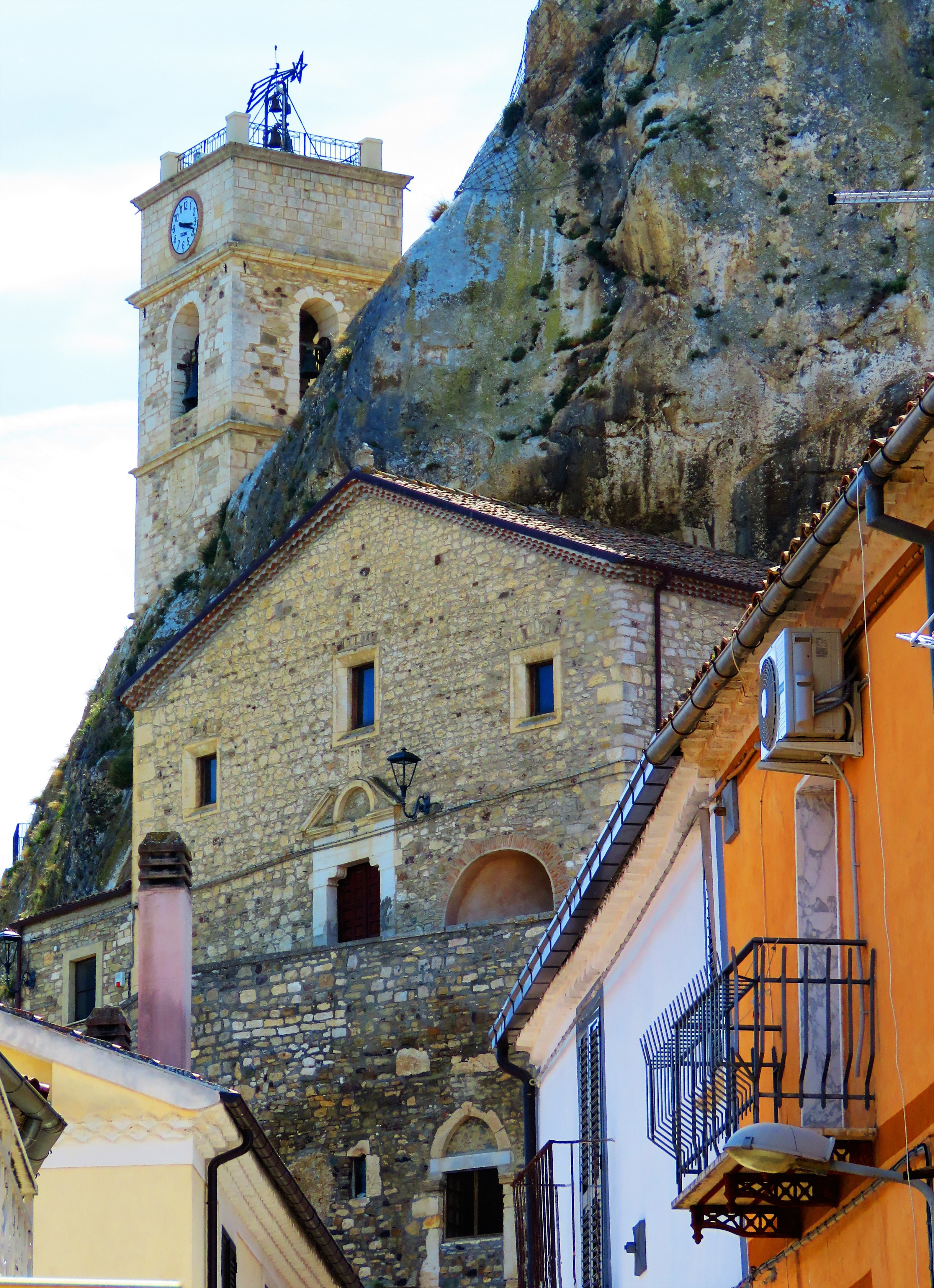
Chiesa di Sant'Antonio Abate

Nel cuore della Morgia c'è un'antichissima chiesa rupestre riportata al culto nel secolo scorso, al cui interno è conservato un crocifisso cinquecentesco, una croce stazionaria in pietra e un altare formato dalla macina di un vecchio mulino.

### Simboli
Lo stemma e il gonfalone sono stati concessi con decreto del presidente della Repubblica del 6 giugno 1988.
Lo stemma raffigura in campo azzurro una torre rossa, su una montagna rocciosa d'argento, circondata da tre comete d'oro. Il gonfalone è un drappo partito di giallo e di bianco.

## Monumenti e luoghi d'interesse
- Chiesa parrocchiale di Sant'Antonio Abate risalente al sec. XVIII.
- Chiesa rupestre (comunemente chiamata erroneamente "cripta")

## Società

### Evoluzione demografica
Abitanti censiti

## Amministrazione
Di seguito è presentata una tabella relativa alle amministrazioni che si sono succedute in questo comune.
| Periodo           | Periodo           | Primo cittadino      | Partito                     | Carica  | Note   |
| ----------------- | ----------------- | -------------------- | --------------------------- | ------- | ------ |
| 5 luglio 1985     | 7 giugno 1990     | Felice Di Risio      | Partito Socialista Italiano | Sindaco | [ 16 ] |
| 7 giugno 1990     | 24 aprile 1995    | Nicola Porchetta     | lista civica                | Sindaco | [ 16 ] |
| 24 aprile 1995    | 14 giugno 1999    | Mario Donato Durante | -                           | Sindaco | [ 16 ] |
| 14 giugno 1999    | 14 giugno 2004    | Felice Di Risio      | lista civica                | Sindaco | [ 16 ] |
| 14 giugno 2004    | 8 giugno 2009     | Felice Di Risio      | lista civica                | Sindaco | [ 16 ] |
| 8 giugno 2009     | 30 marzo 2010     | Giovanni Guglielmi   | lista civica                | Sindaco | [ 16 ] |
| 1º aprile 2010    | 31 maggio 2015    | Camillo Santilli     | lista civica                | Sindaco | [ 16 ] |
| 31 maggio 2015    | 20 settembre 2020 | Camillo Santilli     | lista civica                | Sindaco | [ 16 ] |
| 20 settembre 2020 | in carica         | Camillo Santilli     | lista civica                | Sindaco |        |

## Sport
Sebbene molto piccolo, il paese vanta una squadra di calcio a 5, il Pietracupa C5, che gioca in Serie C2.